# Lucéram
 Lucéram  es una población y comuna francesa, en la región de Provenza-Alpes-Costa Azul, departamento de Alpes Marítimos, en el distrito de Niza y cantón de L'Escarène.

## Demografía
| 632 | 630 | 694 | 889 | 1026 | 1035 |
| Para los censos de 1962 a 1999 la población legal corresponde a la población sin duplicidades (Fuente: INSEE [Consultar]) |     |     |     |      |      |